# Brad William Henke
Brad William Henke (Columbus, 10 de abril de 1966-29 de dezembro de 2022) foi um ator norte-americano, conhecido pela participação na série Orange Is the New Black.